# Primož Trubar

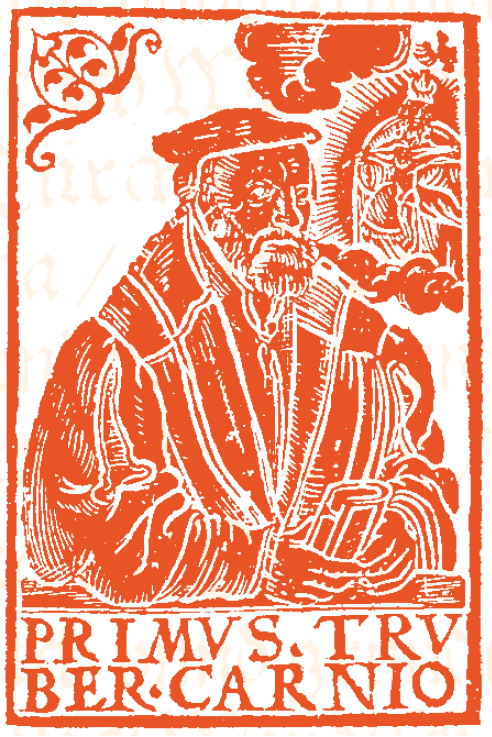
Primož Trubar

Primož Trubar (även kallad Primus Trubar), född den 9 juni 1508, död den 28 juni 1586, var en slovensk författare och reformator. Trubar är författaren till den första tryckta slovenska boken och brukar kallas för den slovenska litteraturens fader. Boken heter Catechismus (Katekesen).
I Primož Trubars bok Catechismus används för första gången ordet slovenci (slovener) i skrift. Detta är en mycket viktig händelse i slovensk kultur och litteratur. Primož Trubar anses vara den första författare som skrivit om det slovenska folket som en egen nation och som låtit idén födas att de är unika. Många anser att Primož Trubars texter är de första originella slovenska poesi, prosa och filosofiska tankar som tryckts. 
Förutom många andliga skrifter, kyrkoreglemente, katekes, andliga sånger och översättning av Psaltaren, utgav han den första slovenska kalendern 1582. 
Primož Trubar var även protestantisk präst och reformator. Protestantiska präster organiserade skolor för befolkningen i städer och på landsbygden som använde sig av Trubars litteratur. Man sjöng även Trubars översatta psalmer. 

## Hans liv
Primož Trubar föddes i byn Raščica som i dagsläget ligger i kommunen Velike Lašče. Hans familj var i början mjölnare men sedan kom de att ägna sig åt jordbruk. Primož föräldrar var religiösa. 1520–1521 gick han i skolan i staden Rijeka som i dagsläget ligger i Kroatien. Hans far hade skickat honom till Rijeka för att han skulle lära sig att bli präst. Senare studerade han även i Salzburg och Trieste. Där mötte han biskopen Pietro Bonomo som hjälpte Trubar med mycket i livet. 1528 studerade han vid Wiens universitet men slutförde inte sina studier. 1530 återvände han till Slovenien för att bli präst. 
Trubar drogs mer och mer mot den protestantiska läran och lät sig inspireras mycket av Martin Luthers reformer. Därför blev han 1547 utvisad från Ljubljana av landshövdingen Nikolaj Jurišič och var tvungen att fly. Han reste till biskopen Bonomo i Trieste för att söka skydd. 1548 flydde han till Württemberg i Tyskland, men blev bannlyst av den andliga domstolen och förlorade alla sina ägodelar (bland annat böcker).
I Rothenburg kunde dock Trubar börja predika igen. Där skrev han sina första två böcker, Catechismus och Abecedarium (ABC-boken) på slovenska. Böckerna blev publicerade 1551 i Tübingen. I Rothenburg gifte sig Trubar med Barbara Sitar och de fick två pojkar vid namnen Primož och Felician. Boken Abecedarium är en lärobok om läsning som har åtta sidor. I den skrev Trubar:
En bok, från vilken unga och enkla slovener kan lära sig läsa på kort tid. Här finns även de viktigaste delarna av den kristna tron samt några böner, avskrivna av en vän till alla slovener.
1561 återvände Trubar till Ljubljana för att hjälpa till med att organisera den slovenska protestantiska kyrkan. Befolkningen i staden var mycket glada att se honom igen och han stannade där fram till 1565. 1567 besökte han Slovenien en sista gång. Resten av sitt liv levde han i staden Derendingen. Trubar byggde ett hus där och hade en vingård. Han skrev ytterligare omkring 24 böcker på slovenska. Han översatte även det nya testamentet till slovensk (1582). Primož Trubar dog i Tyskland och ligger begraven i Deredingen, som nu är en del av Tübingen. Han blev 78 år gammal. 
Förutom många andliga skrifter, kyrkoreglemente, katekes, andliga sånger och översättning av Psaltaren, utgav Trubar även den första slovenska kalendern 1582. Hans översättning av Luthers huspostilla trycktes 1595 i Tübingen av hans son Felician och var en av de sista protestantiska böckerna på slovenska.
Idag kan man se Primož Trubar gestalt på det slovenska 1-euromyntet (2007) och på 2-euromyntet (minnesmyntet) som kom ut 2008 för att hedra Trubars 500-årsdag.